# Аскон
Аскон, најједноставнији од типова грађе сунђера, представља шупаљ цилиндар (мешак) радијалне симетрије причвршћен основом за подлогу. Површина тела је прекривена једним слојем ћелија - пинакодерм. Шупља унутрашњост сунђера, спонгоцел или атријум, је оивичена једнослојним ћелијским хоанодермом. Телесни зид је перфориран многобројним малим порама, званим остија (једнина остијум). Већи отвор, оскулум (мн. оскула), се налази на горњем, слободном крају тела. Хоаноците у хоанодерму својим бичевима омогућавају једносмеран проток воде - вода улази кроз остија, пролази до хоанодерма на путу до спонгоцела, а одатле излази кроз оскулум.
|                               |                                |
| План аскон типа грађе сунђера | Ткива и ћелије у телесном зиду |

Сви сунђери аскон типа грађе су мале величине, и имају цилиндрична или тубуларна тела, чији пречник обично не прелази 1mm. Асконоидни начин грађе ограничава величину тела, јер већи пречник ствара неповољан однос површине и запремине - услед повећања пречника, онемогућава се избацивање воде из спонгоцела радом бичева хоаноцита. На овај начин, да би повећали величину тела, сунђери морају реорганизовати тип грађе (у сикон или леукон).
Телесни зид се састоји од два покровна и једног везивног ткива:
1. пинакодерма,
2. хоанодерма и
3. мезоглеје, везивног слоја са многобројним амебоидним ћелијама и скелетним елементима. Мезоглеја у аскон типу сунђера је танак слој, а њеним разрастањем и задебљавањем долази до образовања сложенијих типова грађе сунђера, сикон и леукон типа.